# 稲葉正諶
稲葉 正諶（いなば まさのぶ）は、江戸時代中期から後期にかけての大名。通称は幸之助、図書、兵部。山城国淀藩7代藩主。官位は従四位下・侍従。正成系稲葉家宗家11代。

## 生涯
5代藩主・稲葉正益の次男として誕生した。正室は松平宗衍の娘。側室が多数いる。
安永2年（1773年）11月6日、先代藩主で兄だった正弘が嗣子無くして早世したため、その養嗣子となって跡を継いだ。安永3年（1774年）3月1日、10代将軍徳川家治に御目見する。同年9月21日、淀城の大破及び凶作の連続により、幕府から5000両を借用する。同年12月18日、従五位下・丹後守に叙任する。
天明元年（1781年）4月21日、奏者番に就任する。天明7年（1787年）4月19日、寺社奉行との兼任となる。天明8年（1788年）6月26日、寺社奉行を解任される。寛政4年12月16日（1793年）、従四位下に昇進する。享和2年（1801年）10月19日、大坂城代に就任する。文化元年（1804年）1月23日、京都所司代に就任し、侍従に任官する。寛政の改革にも参与している。
文化3年（1806年）8月24日、58歳で死去し、跡を次男の正備が継いだ。

## 系譜
父母
- 稲葉正益（実父）
- 稲葉正弘（養父）
- 員姫（養母） - 松平容貞の娘

正室
- 五百 - 松平宗衍の娘

子女
- 稲葉正備（次男） 生母は正室
- 稲葉正選（三男）
- 稲葉正守（七男）
- 広幡前秀室
- 内藤頼以正室、のち稲葉正芳正室
- 大岡忠固正室